# Kosmos 2418
Kosmos 2418, ruski navigacijski satelit (globalno pozicioniranje) iz programa Kosmos. Vrste je GLONASS-M (Glonass br. 714, Uragan M br. 714). 
Lansiran je 25. prosinca 2005. godine u 05:07 s kozmodroma Bajkonura (Tjuratam) u Kazahstanu. Lansiran je u srednje visoku orbitu oko planeta Zemlje raketom nosačem Proton-K/Blok DM-2 8K72K. Orbita mu je 19078 km u perigeju i 19180 km u apogeju. Orbitna inklinacija mu je 64,88°. Spacetrackov kataloški broj je 28916. COSPARova oznaka je 2005-050-B. Zemlju obilazi u 675,69 minuta. Pri lansiranju bio je mase kg.
Još dva Glonassa lansirana su u ovoj misiji. Više dijelova iz ove misije odvojilo se i kruže u srednjoj orbiti i visokoj, a jedan se vratio se u atmosferu.

## Vanjske poveznice
- Glonass  Arhivirana inačica izvorne stranice od 18. lipnja 2006. (Wayback Machine) (rus.)
- Glonass Constellation Status (engl.)
- N2YO.com Search Satellite Database (engl.)
- Celes Trak SATCAT Format Documentation (engl.)
- Kunstman  Arhivirana inačica izvorne stranice od 12. kolovoza 2019. (Wayback Machine) Satellites in Orbit (engl.)